# Società geologica italiana

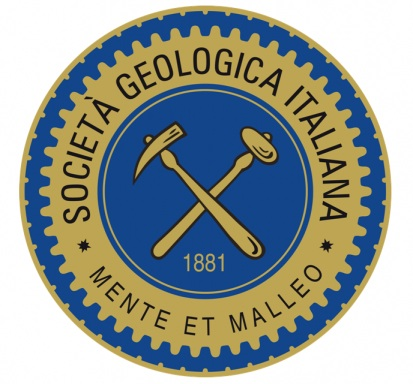
Logo della Società Geologica Italiana

La Società Geologica Italiana (anche SGI in sigla) è un'associazione scientifica senza finalità di lucro il cui scopo, a norma dell'art. 2 dello suo statuto, è il progresso, la promozione e la diffusione delle conoscenze geologiche, sia teoriche che applicative, da realizzarsi attraverso riunioni, congressi, escursioni, pubblicazioni e premi scientifici. Fondata nel 1881, è la più antica istituzione scientifica italiana operante nel campo delle Scienze della Terra. Ha sede in Roma, presso il Dipartimento di Scienze della Terra dell'Università La Sapienza. Attualmente conta circa 1500 soci in Italia e all'estero.

## Storia

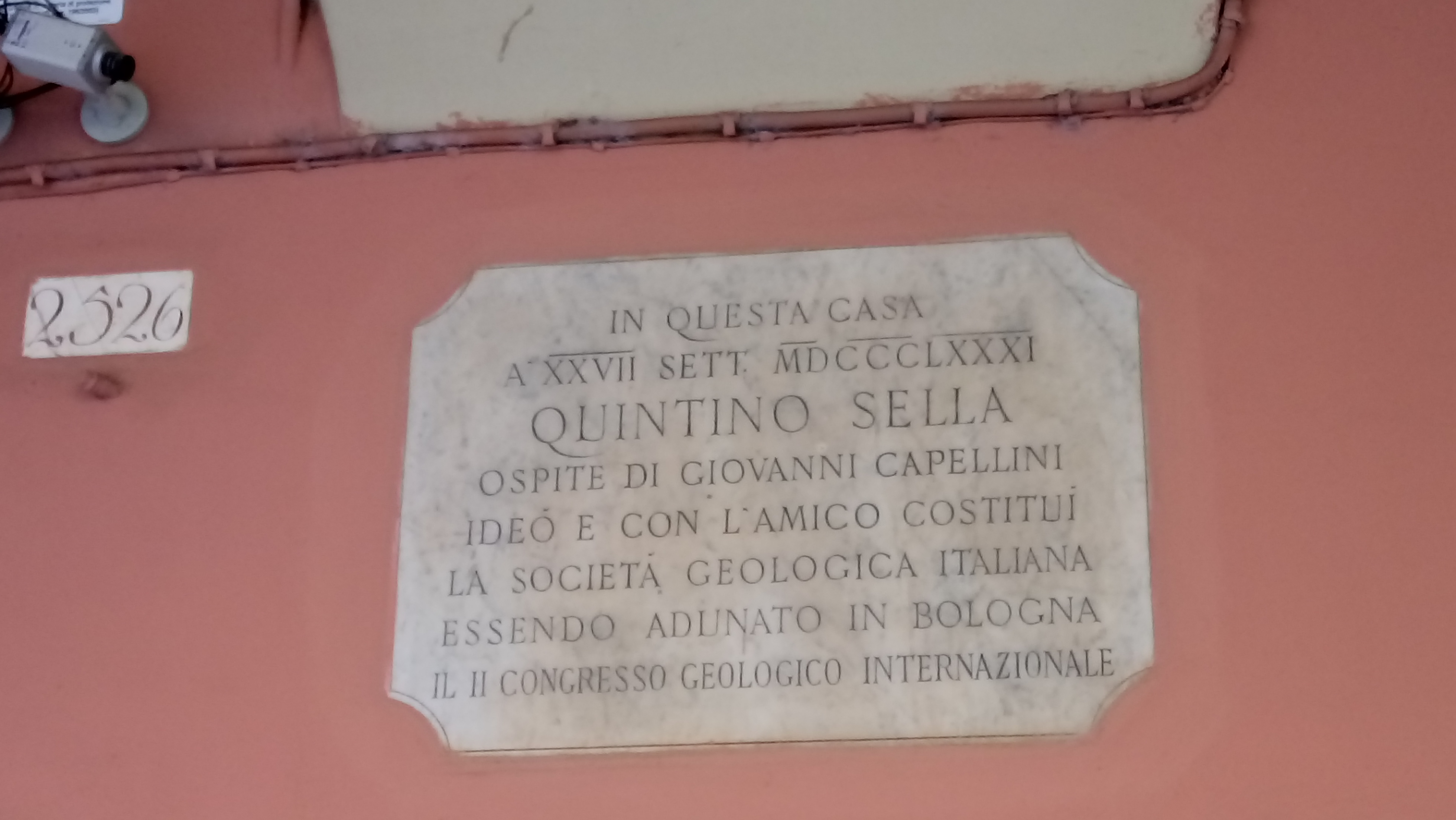
Lapide commemorativa della fondazione della Società Geologica Italiana, posta in via Zamboni, a Bologna

All'inizio dell'ultimo trentennio del XIX secolo, nonostante la presenza di un comitato geologico, in cui però non potevano trovare posto che i tecnici minerari, l'insoddisfazione dei geologi italiani nei confronti di uno Stato che si era mostrato recalcitrante a finanziare studi sistematici e a dotarsi di strumenti utili alla realizzazione della carta geologica d'Italia mosse lo spunto per un dibattito circa la nascita di una società geologica. Il relativo progetto prese forma, su proposta di Quintino Sella, durante il secondo congresso internazionale di geologia che si tenne a Bologna a fine settembre 1881. A tale scopo il 28 settembre,  presso la Biblioteca comunale dell'Archiginnasio, fu nominato un comitato ristretto - composto, oltreché dallo stesso Sella, da Giuseppe Meneghini, Giovanni Capellini, Torquato Taramelli e Carlo De Stefani - per la stesura di uno statuto, in cui sarebbero stati mutuati alcuni dei principi già fissati nell'analogo atto della Société géologique de France (fondata nel 1830). Con la sua tempestiva approvazione (29 settembre), la Società venne inaugurata - sempre a Bologna - il 30 settembre 1881. Venne poi eretta in Ente morale con Regio decreto del 17 ottobre 1885.
Fin dalla sua fondazione, la Società ha come motto l'espressione latina Mente et malleo, che è riportato anche sul suo stemma e sul suo logo.

## Attività
Dal 1882 pubblica ininterrottamente una delle più antiche riviste italiane di geologia, il «Bollettino della Società Geologica Italiana», edito in volumi annuali e fascicoli quadrimestrali. Dal 2006 il Bollettino è incluso nel Journal Citation Report (JCR) della Thomson Reuters. Per completare il processo d'internazionalizzazione, nel 2010 la rivista si è fusa con il Bollettino del Servizio Geologico d'Italia, pubblicato fin dal 1870, prendendo il nome di Italian Journal of Geosciences.
Pubblica inoltre altre collane a carattere tematico (Memorie, Rendiconti Online, Quaderni, Geological Field Trips e volumi speciali).
Tra i progetti, la Società geologica italiana ha all'attivo l'organizzazione della Commissione italiana di stratigrafia, istituita nel 1988, per coordinare e verificare le attività italiane a carattere stratigrafico, con particolare riferimento alle unità litostratigrafiche e cronostratigrafiche.
Nell'ambito delle proprie attività, e al fine di incoraggiare le nuove leve di studiosi nei campi della geologia e della paleontologia, la Società conferisce tre premi, una medaglia e una targa: 
- Premio SGI "Secondo Franchi", dedicato a Secondo Franchi e destinato annualmente, dal 1990, al miglior contributo pubblicato, da non più di tre autori, su periodici sociali[5].
- Premio "Giorgio Dal Piaz", dedicato a Giorgio Dal Piaz e destinato biennalmente, dal 2009, a riconoscere ed incoraggiare l'opera di giovani studiosi italiani nei campi delle ricerche geologiche e paleontologiche[6].
- Premio "Quintino Sella", istituito nel 2009 alla memoria di Quintino Sella, destinato biennalmente ad una brillante tesi di dottorato relativa alle geoscienze e discussa al Congresso Nazionale[7].
- Medaglia "Capellini", in memoria di Giovanni Capellini, conferita biennalmente, dal 1998, ad autori stranieri che abbiano pubblicato, su riviste internazionali, articoli di geoscienza relativi all'Italia[8].
- Targa Selli, in memoria di Raimondo Selli, conferita ogni due anni a geologi italiani come riconoscimento alla carriera[9].

La Società Geologica Italiana è affiliata alla Geological Society of America,  all'European Geosciences Union (EGU) e alla European Association of Geoscientists and Engineers (EAGE).
Tra le attività rivolte al grande pubblico per divulgare le geoscienze, la Società Geologica Italiana ha organizzato gli eventi teatrali Geologi, non per caso e Terra Cambia in collaborazione con Patrizio Roversi, e nel 2017 il videocontest On The Rocks, la cui cerimonia di premiazione, presentata da Luigi Bignami, si è tenuta a Pisa in occasione dell'89º Congresso della Società Geologica Italiana.

## Sezioni
I Soci della Società Geologica Italiana possono riunirsi in sezioni a norma dell'art. 4 del regolamento sociale. Nel 2023 le sezioni attive sono:
- Sezione di geologia marina
- Sezione di geologia planetaria
- Sezione di geoscienze e tecnologie informatiche GIT
- Sezione di geologia strutturale GIGS
- Sezione dei giovani geologi
- Sezione di idrogeologia
- Sezione di geologia ambientale
- Sezione di geologia himalayana
- Sezione GeoSed, dedicata alla petrografia del sedimentario, alla stratigrafia fisica, sedimentologia, paleoclimatologia e paleogeografia
- Sezione di storia delle geoscienze
- Sezione di geoetica e cultura geologica
- Sezione di geoscienze forensi

## Presidenti
Nel corso della storia dell'istituzione ne sono stati presidenti scienziati, naturalisti, geologi e paleontologi di chiara fama. In particolare, l'elenco della Società comprende i seguenti nominativi:
- Giuseppe Meneghini (1882)
- Giovanni Capellini (1883, 1886, 1889, 1894 e 1902)
- Antonio Stoppani (1884)
- Achille de Zigno (1885)
- Igino Cocchi (1887 e 1895)
- Giuseppe Scarabelli (1888)
- Torquato Taramelli (1890 e 1905)
- Gaetano Giorgio Gemmellaro (1891)
- Giovanni Omboni (1892)
- Arturo Issel (1893)
- Carlo De Stefani (1896)
- Dante Pantanelli (1897)
- Francesco Bassani (1898)
- Mario Canavari (1899)
- Nicola Pellati (1900)
- Carlo Fabrizio Parona (1901 e 1913)
- Antonio Verri (1903)
- Romolo Meli (1904)
- Lucio Mazzuoli (1906)
- Federico Sacco (1907 e 1924)
- Alessandro Portis (1908)
- Giovanni Di Stefano (1909)
- Luigi Baldacci (1910)
- Mario Cermenati (1911 e 1923)
- Bernardino Lotti (1912)
- Giorgio Dal Piaz (1914 e 1920)
- Giovanni D'Achiardi (1915 e 1921)
- Vittorio Novarese (1916 e 1922)
- Augusto Stella (1917 e 1927)
- Ettore Artini (1918 e 1925)
- Domenico Zaccagna (1919)
- Michele Gortani (1926 e 1947)
- Ferruccio Zambonini (1928-'29)
- Gioacchino De Angelis d'Ossat (1930)
- Ramiro Fabiani (1931)
- Paolo Vinassa de Regny (1932)
- Alessandro Martelli (1933)
- Alberto Pelloux (1934)
- Giuseppe Stefanini (1935)
- Giotto Dainelli (1936)
- Angelo Bianchi (1937)
- Camillo Crema (1938)
- Paolo Principi (1939)
- Ardito Desio (1940-'41)
- Luigi Gerbella (1942)
- Gian Alberto Blanc (1943)
- Serafino Cerulli-Irelli (1945)
- Guido Bonarelli (1946)
- Ramiro Fabiani (1948)
- Giovanni Merla (1949)
- Francesco Penta (1950)
- Livio Trevisan (1951 e 1971-'72)
- Silvio Vardabasso (1952)
- Enzo Beneo (1953)
- Piero Leonardi (1954-'55)
- Felice Ippolito (1956-'57 e 1975-'76)
- Francesco Scarsella (1958-'59)
- Alfredo Boni (1960-'61)
- Raimondo Selli (1962-'63)
- Sergio Venzo (1964-'65)
- Roberto Malaroda (1966-'67)
- Fiorenzo Mancini (1969-'70)
- Michele Deriu (1973-'74)
- Roberto Colacicchi (1977-'78)
- Enzo Giannini (1979-'80)
- Alberto Castellarin (1981-'82)
- Giorgio Vittorio Dal Piaz (1983-'84)
- Antonio Praturlon (1985-'86)
- Bruno D'Argenio (1987-'88)
- Maria Bianca Cita (1989-'90)
- Valerio Bortolotti (1991-'92)
- Giustino Ricchetti (1993-'97)
- Giampaolo Pialli (1998-'99)
- Uberto Crescenti (2000-'05)
- Forese Carlo Wezel (2006-'08)
- Carlo Doglioni (2009-'11 e 2012-'14)
- Elisabetta Erba (2015-'17)
- Sandro Conticelli (2018-'23)
- Rodolfo Carosi (2024-)